# Oslo
Oslo (pronúncia em português europeu: [ˈɔʒlu]; pronúncia em português brasileiro: [ˈozlu]; pronúncia em norueguês: [ˈuʂˈlu] (escutarⓘ) ou mais raramente: [ˈusˈlu, ˈuʂlu]) é a capital  da Noruega e a maior cidade do país. Anteriormente, entre 1624 e 1925, chamou-se Christiania, com a grafia alternativa Kristiania, adotada entre 1877 e 1897 (em português, Cristiânia).
Está situada no sudeste do país e detém os estatutos de comuna e condado simultaneamente. Em agosto de 2020, havia 693.494 habitantes registrados na comuna de Oslo, o que corresponde a mais de 40% da população da área metropolitana (cerca de 1,5 milhão de habitantes).
Fundada em 1048, pelo rei Haroldo III da Noruega, a cidade foi devastada por um incêndio em 1624. O rei dano-norueguês Cristiano IV reconstruiu a cidade com o nome de Cristiânia, denominação mantida até 1925. Em 1952 a cidade foi a sede dos Jogos Olímpicos de Inverno. Também abriga a cerimônia anual de  entrega do Prémio Nobel da Paz.
Oslo é o centro cultural, científico, econômico e governamental da Noruega. Sua atividade econômica baseia-se no comércio, serviços financeiros, indústria e navegação. É também um importante centro de decisões da indústria naval e  sede de organizações de tratados marítimos na Europa.
É considerada uma cidade global e, nos últimos anos, vem sendo incluída entre as cidades com mais alto custo de vida. Em 2006, foi apontada, pela BBC, como a cidade mais cara do mundo. Em 2019, entretanto, Oslo foi superada, na Europa, pelas cidades suíças de Zurique, Genebra, Basileia e Berna, tornando-se a 5ª mais cara do continente. Ainda no ano de 2019, de acordo com a empresa de consultoria Mercer, era a cidade com a 25ª melhor qualidade de vida do mundo, embora apresentasse o mais alto Índice de Desenvolvimento Humano da Noruega, que, por sua vez, dentre todos os países do mundo, é aquele que apresenta o mais alto IDH.

## Toponímia
A origem do nome Oslo tem sido objeto de muito debate. Certamente oriundo do nórdico antigo, é provável que o nome seja alusivo a uma grande quinta que existia em Bjørvika, atualmente um bairro da zona portuária da cidade e local dos primeiros assentamentos.
Os linguistas contemporâneos acreditam que "Oslo" ou "Aslo" signifique "o prado ao pé do morro", sendo possível que se refira a um antigo sítio de culto pagão, ou seja, "o prado [Oslo] consagrado aos deuses". Ambas as interpretações são consideradas igualmente prováveis.
Erroneamente, acreditou-se outrora que Oslo significasse "a boca do rio Lo", por alusão a um suposto nome antigo do rio Alna. Todavia, não apenas inexistem referências de um rio "Lo", anteriores ao trabalho onde Peder Claussøn Friis propôs essa etimologia como também o próprio nome é gramaticalmente incorreto, em norueguês - sendo "Loaros" a forma correta que não é registrado em qualquer outro lugar senão antes de Peder Claussøn Friis, usado pela primeira vez na mesma obra em que propôs esta etimologia.

## História

Bandeira de Oslo

Durante a Era Viking, a área era parte de Viken. Oslo foi fundada como cidade, no final da Era Viking, por volta de 1049, com o nome de Ánslo, e estabelecida como Kjøpstad (cidade-mercado), em 1048, por Haroldo III. A cidade foi elevada a diocese, em 1070, e se tornou capital, sob Haakon V, por volta de 1300. Seguiu-se um período de rápido crescimento econômico e populacional, e essa prosperidade manifestava-se sobretudo no movimento do seu porto. Na mesma época também foi construída a Fortaleza de Akershus. Logo Oslo transformou-se em um importante ponto nas rotas marítimas.
Entretanto, Uniões pessoais com a Dinamarca, de 1397 a 1523, e novamente, de  1536 a 1814, reduziram sua influência, com a perda do seu status de capital, já que o poder centralizou-se em Copenhague.
Em 1624, Oslo foi destruída por um grande incêndio. A mando do rei Cristiano IV da Dinamarca, a cidade foi reconstruída e passou a ser denominada  Christiania, em homenagem ao próprio rei. Com a dissolução da união pessoal dano-norueguesa, em 1814, a cidade voltou a ocupar o posto de capital.
Durante o século XIX, passa por outro momento de grande prosperidade, construções como o Palácio Real e a Universidade de Oslo foram efetivadas, bem como o Stortinget e o Nationaltheatret.
A partir de 1877, a grafia do nome da cidade passou a ser Kristiania. Em 1925, passou a chamar-se Oslo novamente.
Em 1993 e 1995, a cidade sediou os Acordo de Oslo I e II, que previam a retirada das forças de ocupação israelenses da Faixa de Gaza e da Cisjordânia, assim como o direito dos palestinos ao auto-governo, nas zonas controladas pela Autoridade Palestina.
A capital norueguesa mantém-se como centro econômico, político e cultural do País.

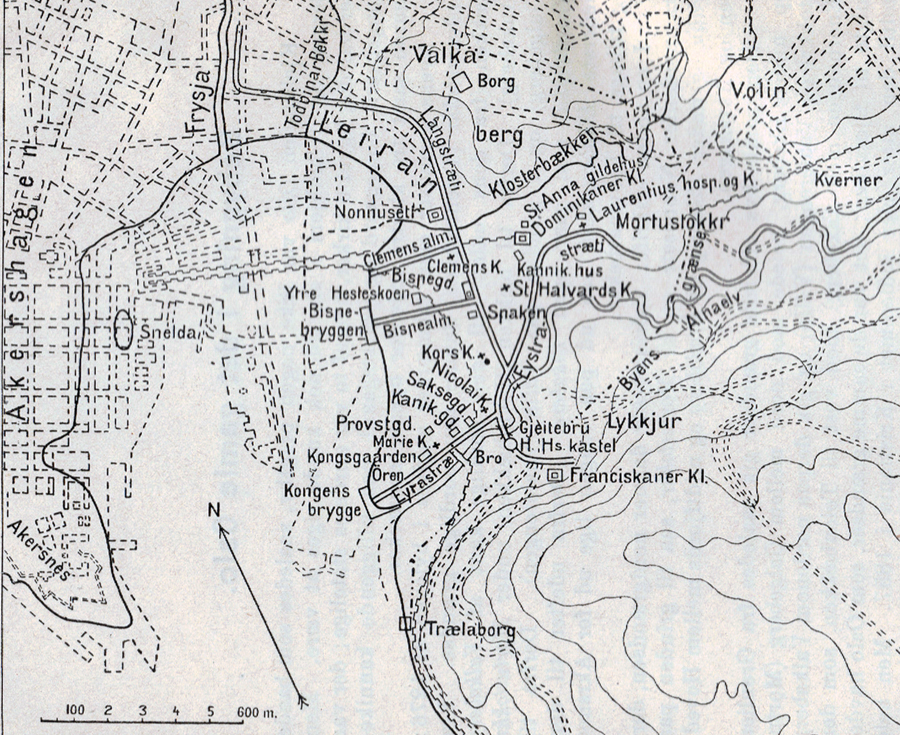
Mapa medieval de Oslo

### Do século XI ao século XVIII
Sob o reinado do rei Olav Kyrre, Oslo se tornou um importante centro cultural para a Noruega oriental. Olav Kyrre, declara São Hallvard como padroeiro da cidade e este passa a representar o selo da cidade.
Em 1174, o Hovedoya Abbey (mosteiro cisterciense) foi construído. As igrejas e mosteiros tornaram-se proprietários de grandes extensões de terra, que se mostrou importante para o desenvolvimento econômico da cidade, especialmente antes da Peste Negra.
Durante os Idade Média, Oslo chegou ao seu ápice no reinado do rei Haakon V. Ele começou a construção da Fortaleza de Akershus e foi também o primeiro rei a residir permanentemente na cidade, o que permitiu que Oslo tornar-se capital da Noruega.
No final do século XII, comerciantes hanseáticos de Rostock mudaram-se para a cidade e esta ganhou grande influência. Quando a Peste Negra chegou a Noruega em 1349, Oslo, assim como outras cidades da Europa sofreu muito. Os rendimentos das igrejas e os dividendos de suas propriedades caíram substancialmente. Este fato permitiu que os comerciantes hanseáticos ascendessem e dominassem o comércio da cidade até o início do século XV.
Ao longo dos anos, constantes incêndios destruíram peças arquitetônicas importantes da cidade, principalmente porque nesta época muitos edifícios da cidade eram inteiramente de madeira, e facilmente consumidos pelo fogo. Após o último incêndio, em 1624, que durou três dias, o rei Cristiano IV decidiu que a cidade velha não deveria ser reconstruída novamente. O rei ordenou a construção de uma rede de estradas em Akershagen perto da Fortaleza de Akershus. Ele exigiu que todos os cidadãos se mudassem de suas antigas residências, lojas e locais de trabalho para a recém-construída cidade de Cristiânia.
A transformação da cidade ocorreu lentamente durante os primeiros cem anos. Fora da cidade, perto Vaterland e Grønland, nas proximidades de Oslo, uma parte nova cidade cresceu (sem gerenciamento) acomodando os cidadãos de baixa renda.
No século XVIII, após a Grande Guerra do Norte, a economia da cidade cresceu vertiginosamente com a construção naval e o comércio. A economia forte transformou a "Cristiânia" em um importante porto comercial.

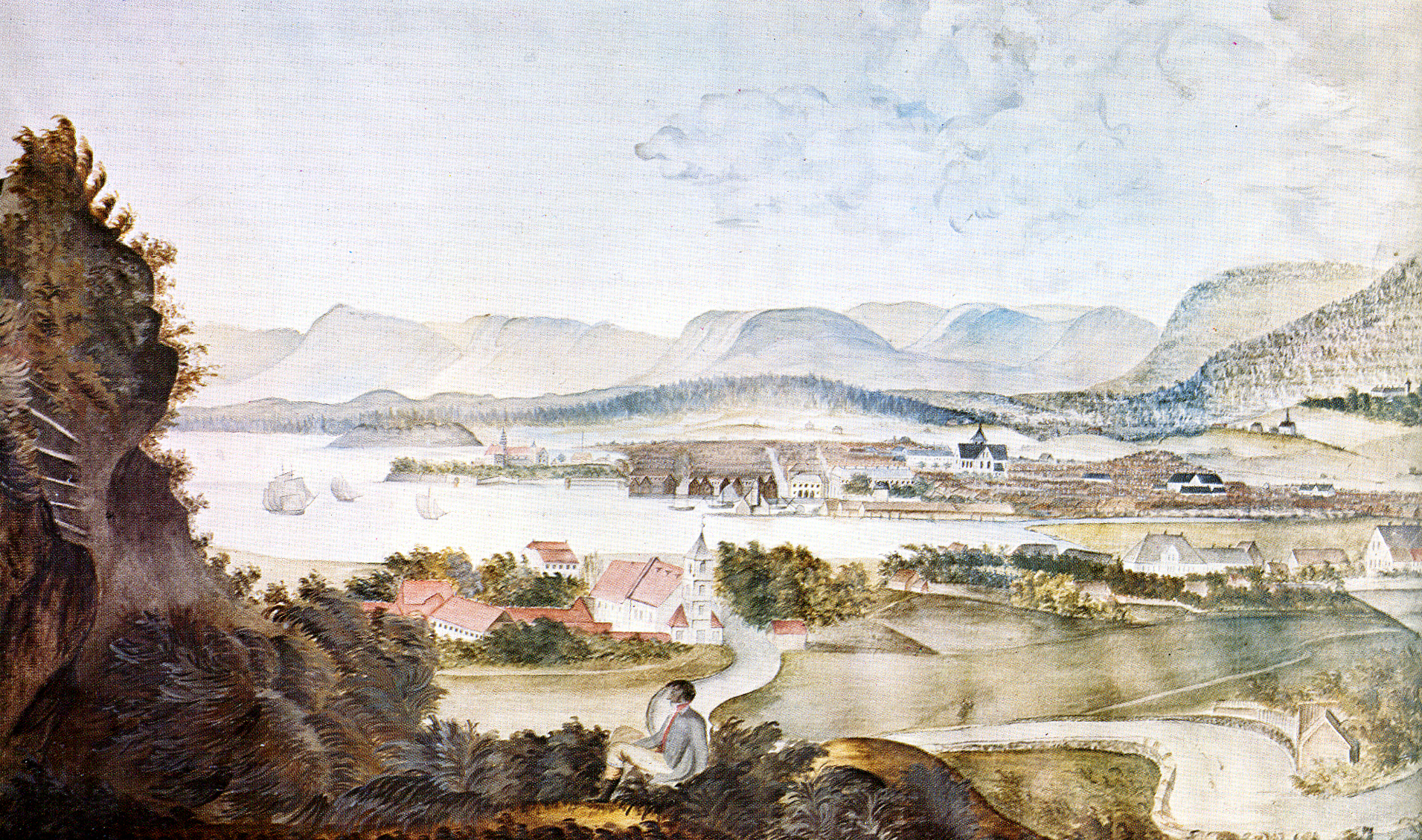
Cristiânia em 1814 por M.K. Tholstrup

### Século XIX
No século XIX, várias instituições do Estado foram estabelecidas e o papel da cidade como uma capital intensificou-se. A "Cristiânia" expandiu a sua indústria a partir de 1840, concentrado um razoável parque industrial em torno da região da Akerselva. A expansão levou as autoridades à construção de vários edifícios importantes, a maioria dos quais permanecem como atrações turísticas.
A partir de 1880, houve um boom imobiliário na cidade, com muitas construções novas. A esse boom se seguiu o colapso do mercado, em 1889.

### Século XX - presente
A comuna se desenvolveu em novas áreas, tais como Ullevål Hageby (1918-1926) e Torshov (1917-1925). A Câmara Municipal foi construída na antiga favela de Vika (1931-1950). A comuna de Aker foi incorporada a Oslo em 1948, e os subúrbios foram desenvolvidos, tais como Lambertseter (em 1951). Aker Brygge foi construída no local dos antigos estaleiros Akers Mekaniske.

#### Atentados de 22 de julho de 2011
Em 22 de julho de 2011, Oslo foi atingida por uma explosão que destruiu parte do distrito central e a sede do governo da cidade, também prejudicando o escritório do primeiro-ministro norueguês Jens Stoltenberg enquanto ele estava ausente, nas proximidades do Ministério do Petróleo. A explosão terrorista matou pelo menos oito pessoas, pouco antes de um tiroteio na ilha de Utøya, no lago Tyrifjorden (condado de Buskerud), que matou 69 jovens que participavam de um acampamento da juventude do Partido Trabalhista Norueguês. O culpado pelo tiroteio era Anders Behring Breivik, a quem também foi atribuída, provisoriamente, a autoria do atentado no centro de Oslo.

## Geografia
Oslo situa-se em local privilegiado, à beira de uma imensa baía, dentro do fiorde de Oslo, o Oslofjorden, numa região cercada de florestas, lagos e ilhas.
Como outras cidades litorâneas, Oslo concentra na orla, ao longo da baía, alguns de seus bairros mais importantes e seus principais pontos turísticos. Aos pés de Akershus, uma fortaleza de mais de 700 anos, existe um terminal de cruzeiros, próximo à movimentada praça Aker Brygge, onde concentram-se muitos restaurantes e cafés. Em Aker Brygge atraca um ferryboat que leva ao bairro de Bygdøy, onde estão os grandes museus de Oslo relacionados à navegação, entre os quais o Museu dos barcos viquingues de Oslo e o Museu do Kontiki.

### Clima
O clima de Oslo, que é classificado como continental úmido, é amenizado pela Corrente do Golfo, que deixa as temperaturas mais amenas no inverno norueguês, principalmente nas partes sul e leste do país. No verão, o Sol brilha por mais de 19 horas por dia e as temperaturas oscilam entre 12 e 22 °C. Na primavera tem-se dias com Sol, de modo que as temperaturas oscilam entre 0,8 °C e 9,1 °C em abril e entre 10,6 e 20,4 °C em junho. No outono observam-se muitas chuvas, marcada por dias encobertos e frios, com precipitação de neve nas últimas semanas. As temperaturas oscilam entre 7,5 e 15,1 °C em setembro e entre −1,5 e 3,2 °C em novembro. No inverno há dias que variam de ensolarados a nevosos. As temperaturas oscilam entre -7 °C e -2 °C, mas ondas de frio podem fazer a temperatura cair para marcas inferiores a -15 °C. A precipitação anual de chuva é de 763 mm e a precipitação anual de neve é de 772 mm, que fica concentrada entre os meses de novembro a março, tendo como fevereiro o mês em que mais neva, com 218 mm.
| Dados climatológicos para Oslo  | Dados climatológicos para Oslo | Dados climatológicos para Oslo | Dados climatológicos para Oslo | Dados climatológicos para Oslo | Dados climatológicos para Oslo | Dados climatológicos para Oslo | Dados climatológicos para Oslo | Dados climatológicos para Oslo | Dados climatológicos para Oslo | Dados climatológicos para Oslo | Dados climatológicos para Oslo | Dados climatológicos para Oslo | Dados climatológicos para Oslo |
| Mês                             | Jan                            | Fev                            | Mar                            | Abr                            | Mai                            | Jun                            | Jul                            | Ago                            | Set                            | Out                            | Nov                            | Dez                            | Ano                            |
| ------------------------------- | ------------------------------ | ------------------------------ | ------------------------------ | ------------------------------ | ------------------------------ | ------------------------------ | ------------------------------ | ------------------------------ | ------------------------------ | ------------------------------ | ------------------------------ | ------------------------------ | ------------------------------ |
| Temperatura máxima recorde (°C) | 13                             | 15                             | 18                             | 26                             | 30                             | 34                             | 35                             | 34                             | 27                             | 23                             | 14                             | 13                             | 35                             |
| Temperatura máxima média (°C)   | −1,8                           | −0,9                           | 3,5                            | 9,1                            | 15,8                           | 20,4                           | 21,5                           | 20,1                           | 15,1                           | 9,3                            | 3,2                            | −0,5                           | 7,8                            |
| Temperatura mínima média (°C)   | −6,8                           | −6,8                           | −3,3                           | 0,8                            | 6,5                            | 10,6                           | 12,2                           | 11,3                           | 7,5                            | 3,8                            | −1,5                           | −5,6                           | −6,7                           |
| Temperatura mínima recorde (°C) | −26                            | −25                            | −21                            | −16                            | −4                             | 1                              | 4                              | 2                              | −4                             | −11                            | −16                            | −24                            | −26                            |
| Chuva (mm)                      | 49                             | 36                             | 47                             | 41                             | 53                             | 65                             | 81                             | 89                             | 90                             | 84                             | 73                             | 55                             | 763                            |
| Queda de neve média (mm)        | 141                            | 218                            | 214                            | 35                             | 0                              | 0                              | 0                              | 0                              | 0                              | 4                              | 43                             | 117                            | 772                            |
| Dias com chuva                  | 3                              | 3                              | 7                              | 11                             | 10                             | 13                             | 15                             | 14                             | 14                             | 14                             | 5                              | 3                              | 112                            |
| Dias com neve                   | 12                             | 9                              | 3                              | 1                              | 0                              | 0                              | 0                              | 0                              | 0                              | 1                              | 12                             | 15                             | 53                             |
| Insolação (h)                   | 40                             | 76                             | 126                            | 178                            | 220                            | 250                            | 246                            | 216                            | 144                            | 86                             | 51                             | 35                             | 1 668                          |
| Fonte: Statistisk sentralbyrå   |                                |                                |                                |                                |                                |                                |                                |                                |                                |                                |                                |                                |                                |
| Fonte 2: The Weather Network    |                                |                                |                                |                                |                                |                                |                                |                                |                                |                                |                                |                                |                                |

## Área metropolitana
A área metropolitana de Oslo estende-se para além das fronteiras da comuna, incluindo os condados circundantes de  Viken (comunas de Asker, Bærum,  Lillestrøm, Enebakk, Rælingen, Lørenskog, Nittedal, Gjerdrum, Nordre Follo). A população total dessa aglomeração era de 1.019.513, em 2015 O centro da área metropolitana situa-se em Oslofjord, e, a partir daí, a aglomeração se expande em três "corredores" distintos, o que dá à area urbanizada a forma de um "Y" de cabeça para baixo, nos mapas e imagens de satélite ou quando olhada de cima.
Da área total de Oslo, 130 km2 (50 sq mi) constituem área urbana, e 7 km2 (2,7 sq mi) correspondem à area rural.
Oslo foi estabelecida como uma comuna em 3 de janeiro de 1838. Foi separada do condado de Akershus, tornando-se um outro condado, em 1842. A comuna rural de Aker foi anexada ao condado de Oslo, em 1º de janeiro de 1948 (e simultaneamente desmembrada do condado de Akershus). Além disso, Oslo compartilha várias funções importantes com o condado de Akershus.
No início dos anos 2000s, a população metropolitana de Oslo cresceu a taxas recordes, tendo tido o mais rápido crescimento dentre as principais áreas metropolitanas da Europa, na época. Tal crescimento deriva, em sua maior parte, do componente migratório, sobretudo da imigração, mas também de migrações internas. A população de imigrados cresceu um pouco mais rápido do que a população de noruegueses, e, representava mais de 25% da população total. Atualmente,  cerca de 30% da população de Oslo é constituída de imigrantes ou noruegueses filhos de imigrantes. Para o país como um todo, esse percentual  é ligeiramente superior a 16%.

## Política

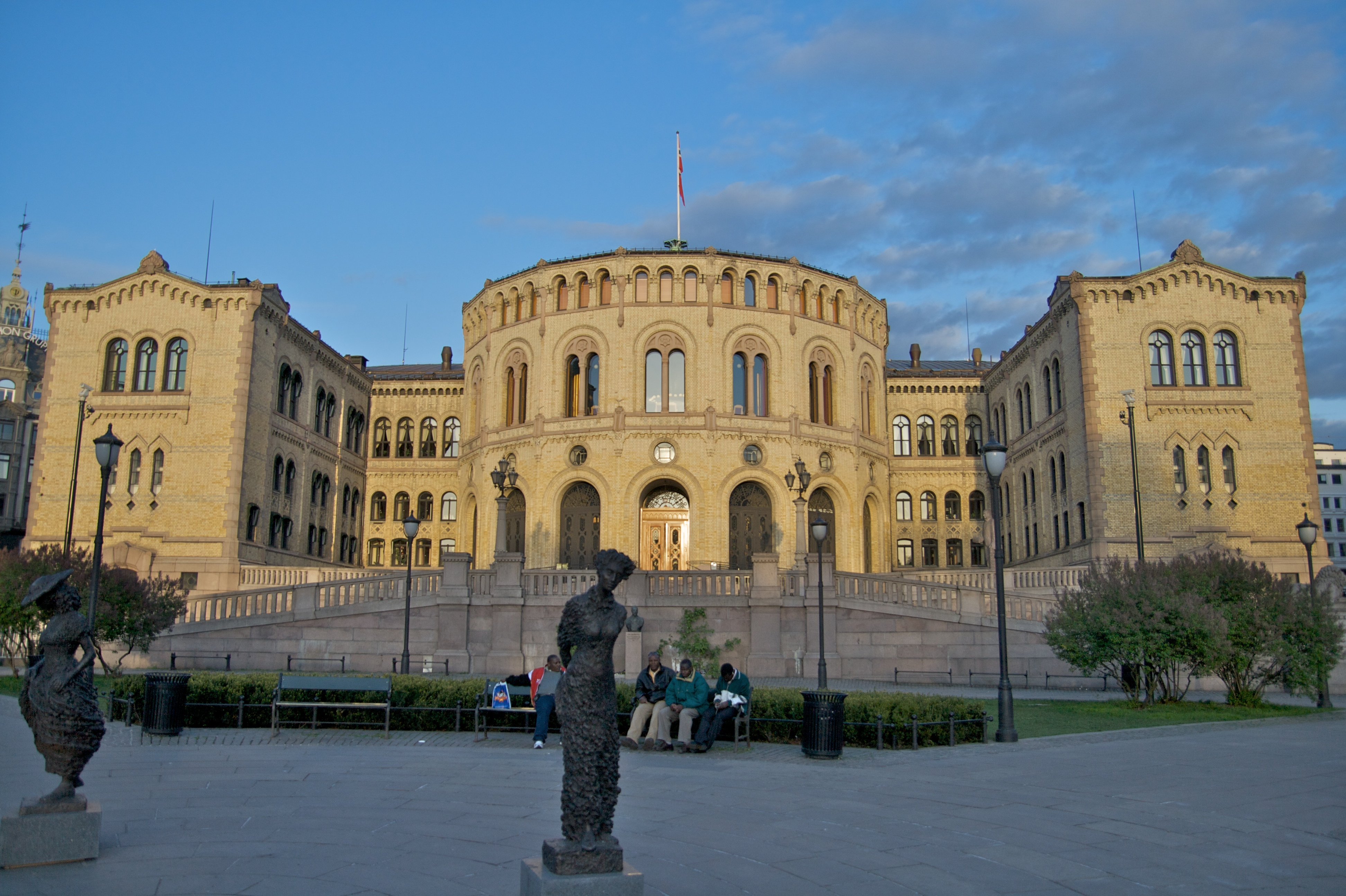
O Stortinget é a sede do Parlamento da Noruega.

Oslo é a capital da Noruega, e como tal é a sede do governo nacional da Noruega. A maioria dos escritórios do governo, incluindo a do primeiro-ministro, estão reunidos em Regjeringskvartalet, um conjunto de edifícios próximos ao Parlamento nacional, o Storting.
Constituindo ambos um município e um condado da Noruega, a cidade de Oslo é representada no Storting por dezessete membros do Parlamento. Seis deputados são do Partido Trabalhista, o Partido Conservador e o Partido do Progresso têm três cada, o Partido Socialista e os Liberais têm dois cada, e o Partido Democrata Cristão tem um representante.
O município e o condado de Oslo tem combinados, um sistema parlamentar de governo desde 1986. A autoridade suprema da cidade é a Câmara Municipal (Bystyret), que atualmente tem 59 lugares. Os representantes são eleitos pelo voto popular a cada quatro anos. A Câmara Municipal tem cinco comissões permanentes, cada um com suas próprias áreas de responsabilidade. Os maiores partidos da Câmara Municipal após as eleições 2011 são o Partido Conservador e o Partido Trabalhista, com 22 e 20 representantes respectivamente.
O prefeito de Oslo é o chefe do Conselho da Cidade e seu maior representante. Esta posição política costumava ser a mais poderosa em Oslo, mas após a implementação do parlamentarismo em 1986, o prefeito tem mais de um papel cerimonial, similar ao do presidente do Storting a nível nacional. O atual prefeito de Oslo é Fabian Stang.
Desde as eleições locais de 2003, o governo municipal tem sido conduzido por uma coalizão formada entre o Partido Conservador e o Partido do Progresso. Com base principalmente no apoio dos democratas cristãos e dos liberais, a coalizão mantém uma maioria viável na Câmara Municipal. Após as eleições locais em 10 de Setembro de 2007, a coalizão conservadora permaneceu com a maioria. Após as eleições locais em 2011, o Partido Conservador manteve-se no poder após uma forte disputa eleitoral. O Partido Progressista escolheu deixar o governo da cidade, depois de perder apoio durante o processo eleitoral. Os liberais e os democratas-cristãos substituíram o Partido do Progresso no governo da cidade.
O governador maior de Oslo é o chefe do governo da cidade. O cargo foi criado com a implementação do parlamentarismo em Oslo e é semelhante ao papel do primeiro-ministro a nível nacional. O atual prefeito governar é Stian Berger Røsland.

### Cidades-irmãs
Oslo tem geminação com as seguintes cidades:
| - Copenhague, Dinamarca - Reiquiavique, Islândia - Estocolmo, Suécia - Helsínquia, Finlândia - São Petersburgo, Rússia - Xangai, China - Roterdã, Países Baixos | - Vilnius, Lituânia - Varsóvia, Polônia - Nova Iorque, Estados Unidos - Washington, D.C., Estados Unidos - Gotemburgo, Suécia - Antuérpia, Bélgica - Schleswig-Holstein, Alemanha |

## Economia

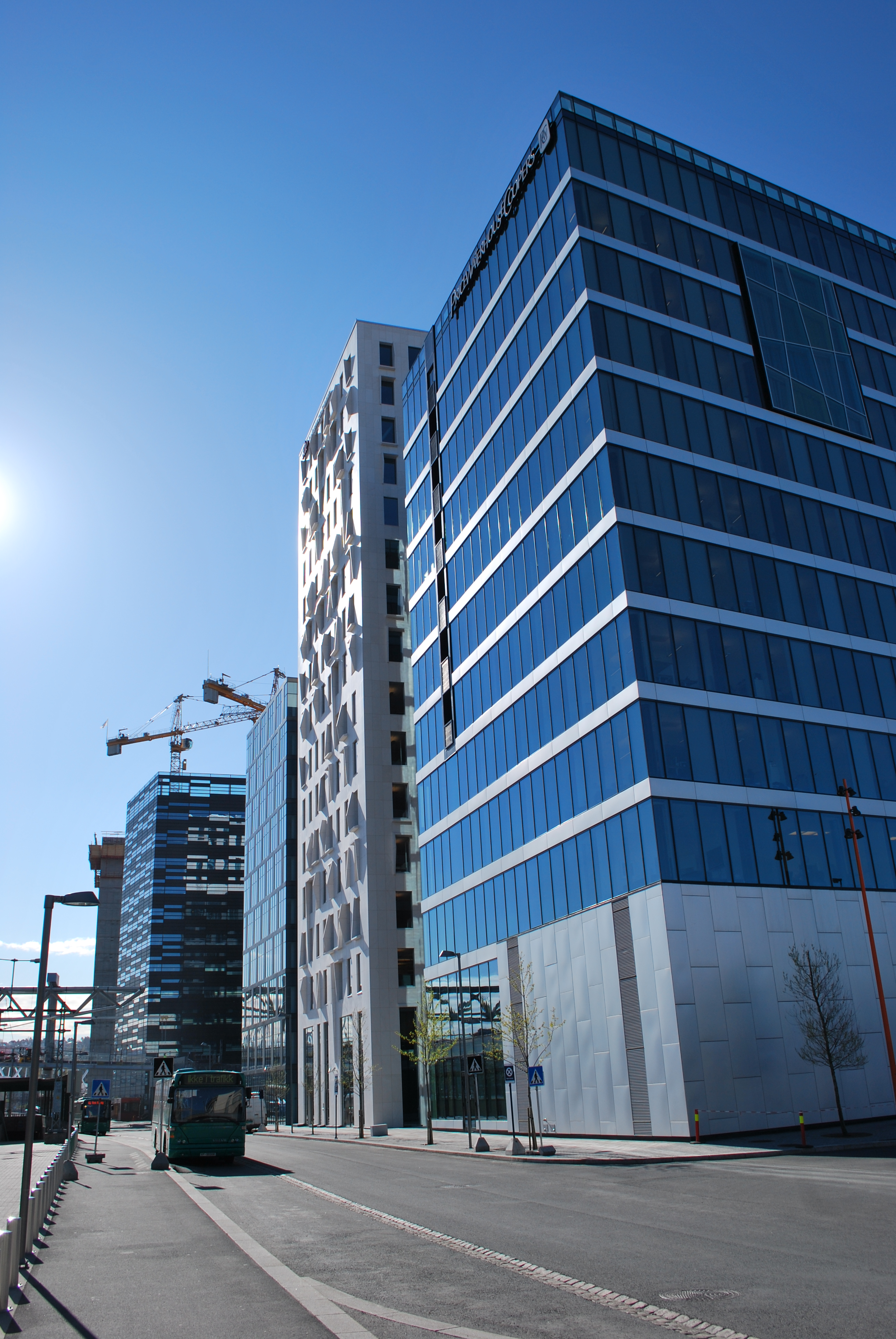
Edifícios de escritórios em Bjørvika, parte redesenhada da antiga doca da cidade

A Região metropolitana de Oslo detém 24% de todo o PIB da Noruega, com o quarto mais alto PIB per capita europeu, atrás de Londres, Bruxelas e Luxemburgo. O comércio é a tradicional e mais importante atividade econômica da cidade, embora a indústria naval também mereça destaque. Oslo é sede das principais organizações e empreendimentos do país.
Oslo é um importante centro de conhecimento marítimo e engenharia naval na Europa e é o lar de cerca de 1 980 empresas e 8 500 empregados no setor marítimo, algumas das quais estão entre empresas maiores do mundo nos ramos da navegação e corretoras de seguros. A Det Norske Veritas, com sede em Høvik, arredores de Oslo, é uma das três principais sociedades de classificação marítimas do mundo, com 16,5% da frota mundial de classe no seu registo. O porto da cidade é o maior porto de carga do país e seu volume de passageiros é o maior da Noruega. Perto de 6 mil navios passam pelo porto de Oslo anualmente, com um fluxo total de 6 milhões de toneladas de cargas e mais de cinco milhões de passageiros.
O produto interno bruto de Oslo totalizou em 2003 NOK $ 268,047 bilhões (€ 33 876 000,000), representando 17% do PIB nacional. As áreas metropolitanas de Moss e Drammen somadas com a cidade de Oslo representaram juntas 24% do PIB nacional em 2003, e também foram responsáveis por mais de um quarto das receitas fiscais do país. Em comparação, as receitas fiscais totais da indústria de petróleo e gás na plataforma continental norueguesa, Oslo e sua área metropolitana contribuíram com cerca de 16% destas.
Oslo é considerada uma das cidades mais caras do mundo. Desde 2006 figura entre as 30 cidades mais caras do mundo, segundo os estudos feitos pelo Worldwide Cost of Living, pela Mercer Human Resource Consulting e pelo periódico Economist Intelligence Unit. Apesar de Oslo tem o mais caro mercado imobiliário na Noruega, é comparativamente mais barato do que outras cidades na lista neste quesito. Enquanto isso, os preços de bens e serviços permanecem alguns dos mais altos entre todas as cidades pesquisadas. Oslo hospeda 2 654 das maiores empresas na Noruega. No ranking das maiores cidades da Europa ordenados por número de empresas Oslo está na quinta posição. Um grupo inteiro de companhias de petróleo e gás situa-se em Oslo. De acordo com um relatório compilado pelo banco suíço UBS, no mês de agosto de 2006, Oslo e Londres eram as cidades mais caras do mundo.

## Transportes

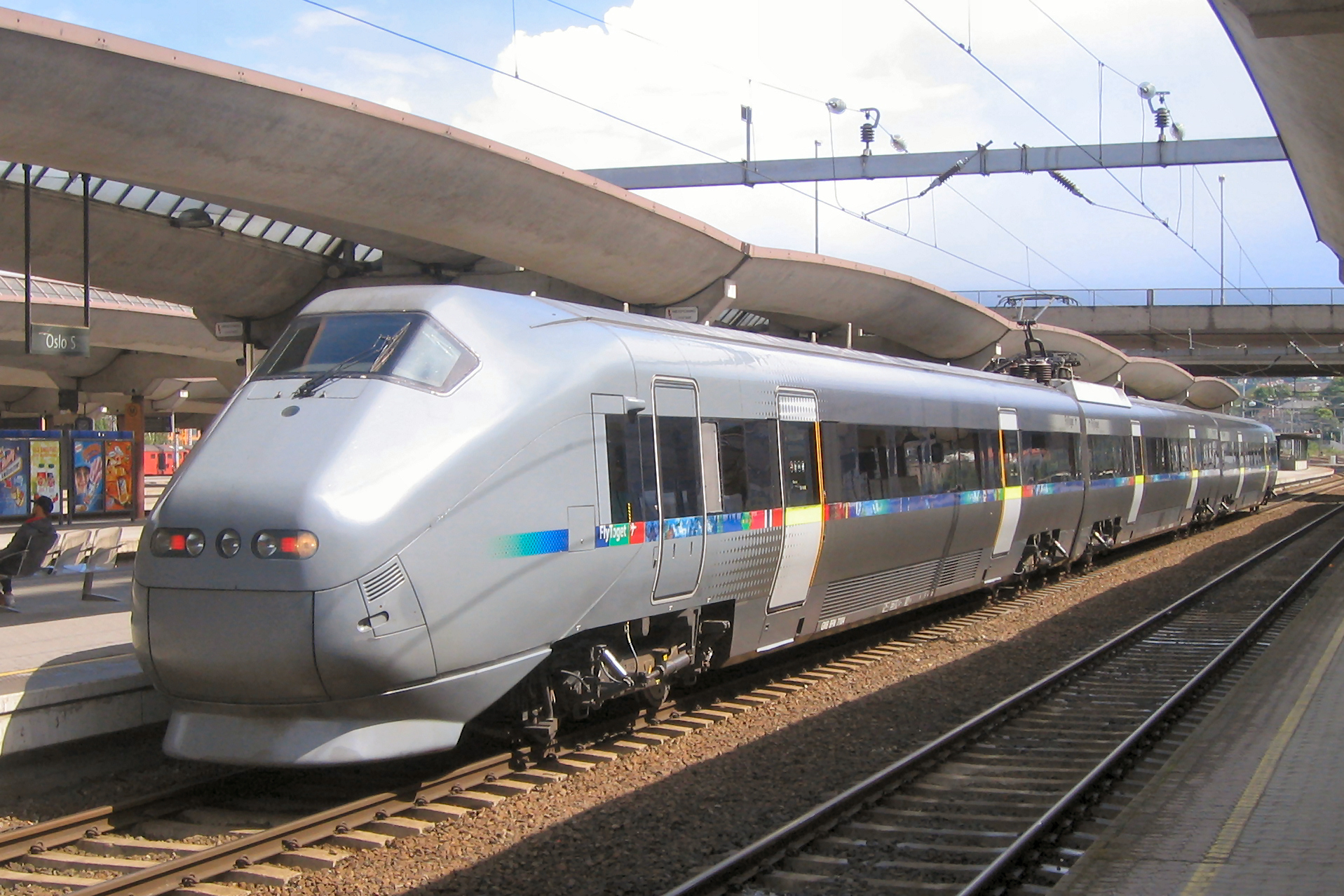
O Flytoget, comboio de alta velocidade que liga o centro ao aeroporto da cidade.

Oslo tem um sistema de transporte público muito amplo. O sistema de transporte doméstico é rápido e extenso, abrangendo metrô, bondes (elétricos), trens (comboios) e ônibus (autocarros). Oslo está ligada por vias férreas e rodoviárias às principais cidades norueguesas, suecas e a Copenhague (via Gotemburgo), há inclusive uma linha de trem rumo ao círculo polar ártico; por mar conecta-se por embarcações diárias à Alemanha e Dinamarca. E o aeroporto Gardermoen conecta a cidade com as principais metrópoles mundiais e demais cidades escandinavas.
Todo o sistema de transportes ferroviários urbanos é administrado pela Ruter, que inclui em sua administração as seis linhas do Metropolitano de Oslo, o metro do mundo mais extenso em cobertura por habitante, as seis linhas do Tramway Oslo e as oito linhas do Oslo Rail Commuter. Os elétricos (tramway's) funcionam dentro das áreas próximas ao centro da cidade, enquanto o metro, que opera no subsolo, liga o centro da cidade aos subúrbios, incluindo duas linhas que operam para Bærum, e a Ring Line, um sistema de transporte rápido interligado, que circula as áreas ao norte do centro de Oslo.
A Estação Central de Oslo atua como hub central, e oferece serviços de trem para as cidades mais importantes do sul da Noruega, bem como Estocolmo e Gotemburgo, na Suécia. O Trem Expresso Aeroporto opera ao longo da Linha Gardermoen como um comboio de alta velocidade. A Linha de Drammen opera sob o centro da cidade. Algumas das ilhas da cidade e do município vizinho de Nesodden estão ligadas por ferry-boat's. Serviços de cruiseferry diários operaram para as cidades de Copenhagen e Frederikshavn, na Dinamarca, e Kiel na Alemanha.
Muitas auto-estradas passam pelo centro da cidade e em outras partes da cidade em túneis. A construção das estradas foi parcialmente financiada através de pedágios em vias públicas. As principais auto-estradas que atravessam Oslo são a E6 e a E18. Há três rodoanéis externos que funcionam com vias expressas e auxiliam na mobilidade da Região metropolitana de Oslo.
O principal aeroporto que serve Oslo é o Aeroporto Internacional de Oslo-Gardermoen, localizado em Gardermoen a 47 km do centro da capital. Atua como a principal porta de entrada internacional para a Noruega, e é o sexto maior aeroporto doméstico na Europa. Gardermoen é um hub para a Scandinavian Airlines, Norwegian Air Shuttle e Widerøe. Oslo é também servida por dois aeroportos secundários, que servem algumas companhias de baixo custo, como a Ryanair: Aeroporto de Moss, Rygge a 60 km de Oslo e o Aeroporto de Sandefjord, Torp este a 110 quilômetros da cidade.

## Cultura

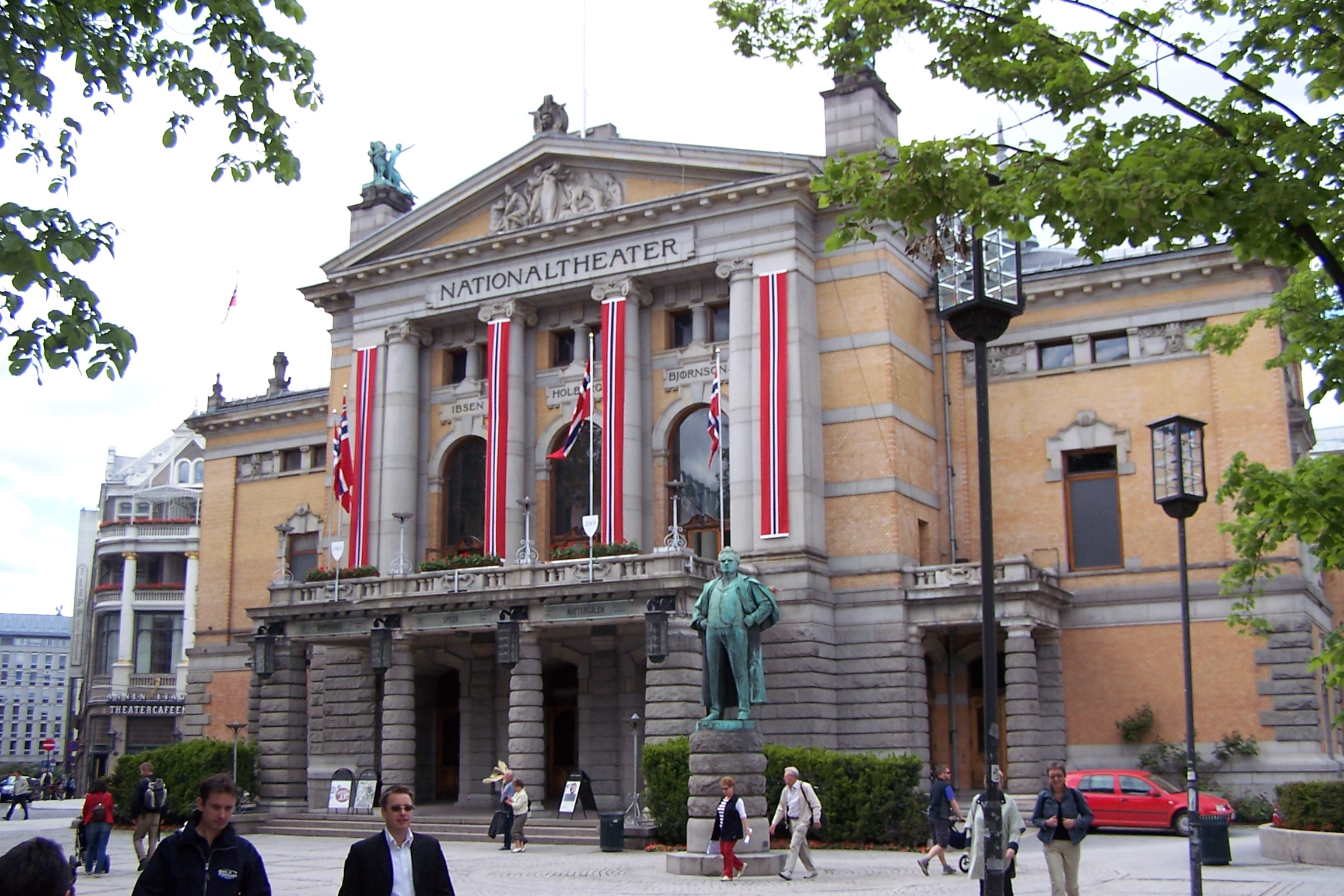
Teatro Nacional

Oslo tem um grande e variado número de atrações culturais, que incluem vários edifícios que contém obras de Edvard Munch e vários outros artistas internacionais. Vários escritores famosos, viveram ou nasceram em Oslo. Exemplos são Knut Hamsun e Henrik Ibsen. O governo investiu recentemente grandes quantias de dinheiro em instalações culturais, construção de edifícios e promoção festivais musicais na cidade de Oslo. Bygdøy, fora da zona urbana é o centro de cultura e história viquingue-norueguesa. A área contém uma grande quantidade de parques, sítios marítimos e uma grande quantidade de museus.
Oslo recebe anualmente o Oslo Freedom Forum, uma conferência descrita pela revista The Economist como "equivalente em importância ao Fórum de Davos, mas em discussões relacionadas aos direitos humanos". Oslo é também conhecida por sediar a comissão e galardoar o Prêmio Nobel da Paz anualmente.

### Arquitetura
Na região central, nas proximidades da avenida Karl Johan, estão situados os principais monumentos e prédios históricos da cidade,como o Palácio Real de Oslo; o Museu Histórico; a Galeria Nacional de Arte; a Universidade de Oslo; o Teatro Nacional;  o Museu Ibsen, dedicado à vida e à obra do dramaturgo norueguês Henrik Ibsen (1828-1906); e o Radhuset, edifício onde funciona a sede da prefeitura da cidade. Todos esses locais ficam muito próximos uns dos outros e podem ser visitados com facilidade, caminhando. Isso torna a Karl Johan, projetada por H. Linstow (o arquiteto que planejou o Palácio Real), uma espécie de Campos Elísios de Oslo: uma bela avenida cercada de prédios históricos por todos os lados.

### Galerias e museus
Oslo abriga importantes museus e galerias. O Museu Munch contém uma das versões de "O Grito" e outros trabalhos de Edvard Munch que doou toda a sua obra para a cidade após a sua morte.  O Conselho da cidade está a planejar um novo Museu Munch, que provavelmente será construído em Bjørvika, no sudeste da cidade. 50 diferentes museus estão localizados ao redor da cidade. O Folkemuseet está localizado na Bygdøy península e é dedicado à arte popular. O museu ao ar livre contém 155 autênticos prédios antigos de todas as partes da Noruega, incluindo uma igreja de madeira datada da idade média. O Museu Vigeland localizado no grande Parque Vigeland conhecido por muitas pessoas como o Frogner park, é de livre acesso e contém mais de 212 esculturas de Gustav Vigeland incluindo um obelisco e a Roda da Vida. Outra escultura popular é Sinnataggen, um menino batendo o pé em fúria. Esta escultura é muito conhecida e é um ícone da cidade. O Vikingskipshuset contém três viquingues mumificados pelo gelo encontrados em Oseberg, Gokstad e Tune e vários outros itens exclusivos a partir da idade viquingue. O Museu da Cidade de Oslo apresenta uma exposição permanente sobre as pessoas em Oslo e sobre a história da cidade. O Museu Kontiki expõem as casas de Thor Heyerdahl, Kontiki e Ra2.

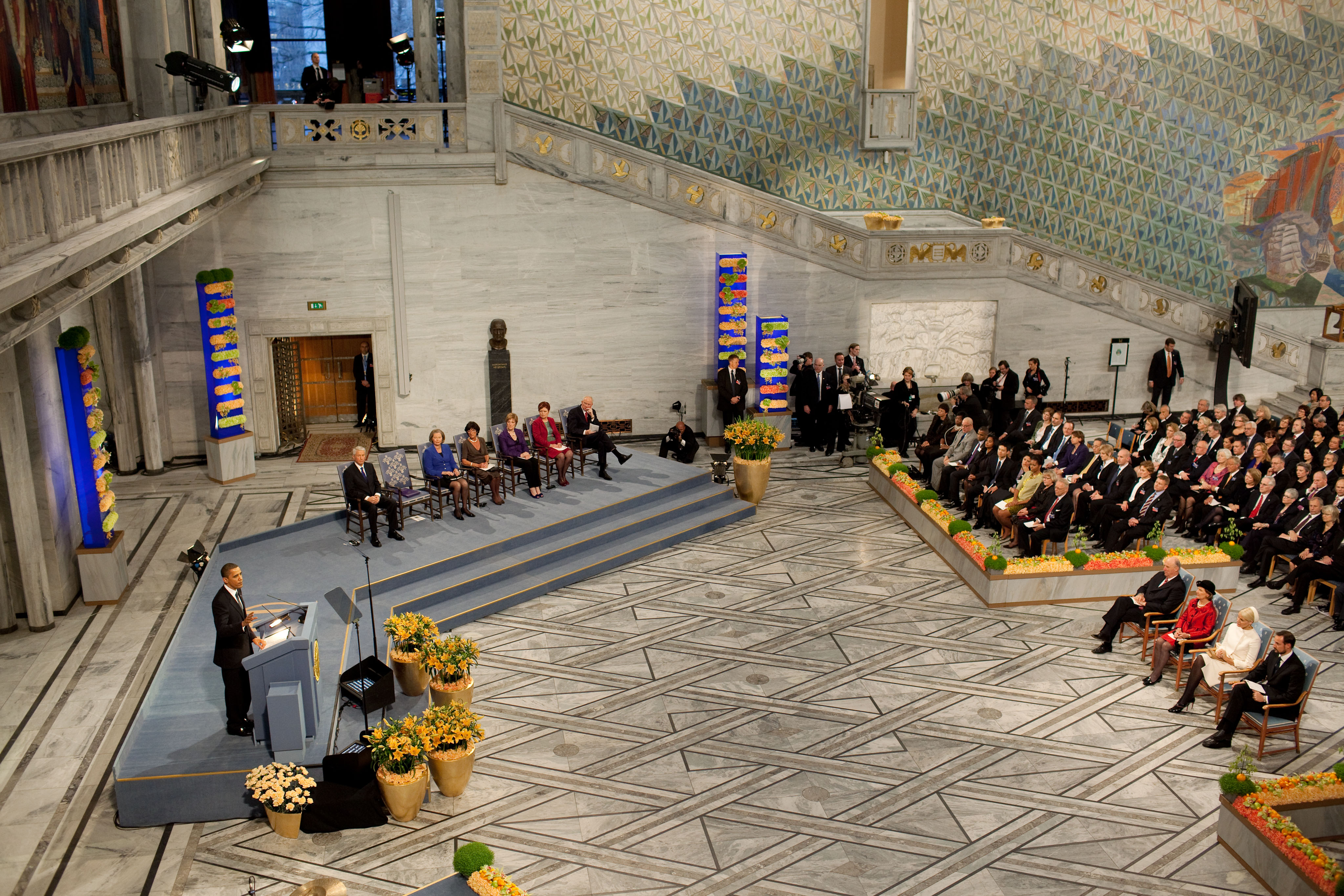
Discurso do ex-presidente estadunidense Barack Obama durante a entrega do Nobel da Paz, em 2009

Oslo é a casa permanente do mais famoso navio de exploração polar, o "FRAM". Este navio foi desenhado e construído pelo arquiteto naval Colin Archer, no porto de Larvik na Noruega. Inicialmente (1893) a embarcação teve como seu detentor um dos maiores exploradores polares, Fridtjof Nansen. Foi usado por outros como Otto Sverdrup, Oscar Wisting e pelo inigualável Roald Amundsen. Roald Amundsen foi o primeiro homem a atingir o polo sul (14 de dezembro de 1911 as 14:10) e também o primeiro a visitar o pólo sul e norte. Em sua investida ao polo sul, Amundsen foi até a casa de Nansen e o pediu emprestado por Nansen. A conquista ao pólo sul só foi possível pela sábia escolha de Amundsen e utilizar o FRAM. Uma das maiores características dessa embarcação é que seu casco não tinha ângulos tão agudos, sendo mais curvilíneo. Dessa forma, ao entrar em regiões onde o mar congelaria o Fram simplesmente seria calçado e erguido pelo próprio gelo, os demais pelos seus cascos pontiagudos corriam o risco de ficarem presos e o gelo destruir toda embarcação, fato ocorrido no Endurance, em expedição com Ernest Shackleton. Oslo é a casa do Fram, o mais mítico navio de exploração polar.
O Museu Nacional da Noruega mantém e preserva, além de promover e exibir ao conhecimento público a mais extensa coleção de arte da Noruega. O Museu mostra exposições permanentes de obras de suas próprias coleções, mas exposições também trabalhos temporários e os incorporados ao seu leque de opções. O Museu Nacional também mantém exposições conjuntas com a National Gallery, o Museu de Arte Contemporânea, o Museu de Artes Decorativas e o Museu Nacional de Arquitetura.
Um novo Museu será construído em Oslo nos próximos 10 anos. O projeto vencedor foi o Fórum Artis, e o prédio será localizado no Vestbanen atrás do Nobel Peace Center. O Nobel Peace Center é uma organização independente fundada em 11 de Junho de 2005 pelo rei Haroldo V como parte das comemorações do centenário da independência da Noruega. O edifício abriga uma exposição permanente, que é expandida a cada ano quando um novo vencedor do Prêmio Nobel da Paz é anunciado, contendo informações de todos os vencedores na história. O edifício é usado principalmente como um centro de comunicação.

### Música e eventos
Um grande número de festivais são realizados em Oslo, com destaque para o Oslo Live, evento de rock and roll, e o Festival de Jazz de Oslo, festival de seis dias que se realiza anualmente em Agosto. O maior festival de rock de Oslo é o Øyafestivalen ou simplesmente Oya. Reúne neste cerca de 60 mil pessoas no Parque Medieval leste, e chega a durar quatro dias. O Oslo World Music Festival apresenta principalmente artistas locais da Noruega.
A cerimônia de premiação do Nobel da Paz é dirigida pelo Instituto Nobel Norueguês, e a cerimônia de premiação é realizada anualmente no edifício da Câmara Municipal de Oslo. Embora a habitação natural dos Lapões (grupo étnico do norte da Noruega) ser distante da capital norueguesa, o Museu da História Cultural Norueguesa celebra o Dia Nacional Sami com uma série de atividades e entretenimentos em Oslo.
Outros eventos anuais em Oslo são Desucon, uma convenção com foco na cultura japonesa e Færderseilasen, a maior regata do mundo durante a noite com mais de 1 100 barcos participantes.
A Orquestra capital da Noruega é a Filarmônica de Oslo, com sede no Salão de Concertos Oslo em atividade desde 1977. Embora tenha sido fundada em 1919, a Orquestra Filarmónica de Oslo pode teve suas raízes ao ser fundada a Musikerforening Christiania (Sociedade dos Músicos de Cristiânia) por Edvard Grieg e Johan Svendsen em 1879.